# Eupetaurus
Eupetaurus ist eine in der Himalaya-Region verbreitete Gattung großer Gleithörnchen mit drei Arten, die jeweils nur durch wenige Individuen bekannt sind. Seit der Erstbeschreibung 1888 durch Oldfield Thomas galt das Felsgleithörnchen (Eupetaurus cinereus) als einzige Art der Gattung, im Jahr 2021 wurden mit dem Yunnan-Felsgleithörnchen (Eupetaurus nivamons) und dem Tibet-Felsgleithörnchen (Eupetaurus tibetensis) zwei weitere Arten beschrieben.

## Merkmale
Die Tiere der Gattung Eupetaurus gehören zu den größten Gleithörnchen und haben ein dickes wolliges, langes und weiches Fell. Die Rückenfärbung reicht von blassgrau bis bräunlichgrau, und die Bauchfärbung ist typischerweise weißlichgrau. Der zylindrische, fuchsartige Schwanz ist lang und buschig. Die Hand- und Fußsohlenflächen sind zwischen den nackten Ballen dick behaart.
Von anderen Gattungen unterscheiden sich die Arten der Gattung Eupetaurus vor allem durch typische Schädel- und Zahnmerkmale. Der Schädel entspricht dabei generell dem anderer Gleithörnchen, hat jedoch einige gattungstypische Merkmale. Die Schnauze ist lang und an der Basis eingeschnürt. Die Schneidezähne sind vergleichsweise klein und ungefurcht mit blassgelbem Schmelz. Der Processus coronoides des Unterkiefers ist nur schwach ausgebildet und reicht nicht über den Processus condylaris. Die Backenzähne sind groß und hoch, sie wachsen nur langsam aus und bei jüngeren Tieren sind sie stark hypsodont.

## Systematik
Das Felsgleithörnchen und damit auch die Gattung Eupetaurus wurden 1888 von dem britischen Zoologen Oldfield Thomas erstmals wissenschaftlich beschrieben und innerhalb der Gleithörnchen eingeordnet.
Einige Felsgleithörnchen wurden in den unter pakistanischer Kontrolle stehenden Teilen Kaschmirs gefunden, andere in Sikkim. Zwei Felle tauchten außerdem in Yunnan auf, was darauf schließen ließ, dass die Art auch hier verbreitet ist. Die Ergebnisse von DNA-Untersuchungen an in Museen liegenden ausgestopften Exemplaren legen den Schluss nahe, dass die westlichen und östlichen Populationen des Felsgleithörnchens unterschiedliche Arten repräsentieren. Mitte 2021 wurden zwei schließlich zwei neue Eupetaurus-Arten beschrieben. Das Yunnan-Felsgleithörnchen (Eupetaurus nivamons) kommt im Osten des Verbreitungsgebietes der Gattung im nordwestlichen Yunnan vor, da Tibet-Felsgleithörnchen (Eupetaurus tibetensis) im südlichen Tibet, im nördlichen Sikkim und im westlichen Bhutan, während Eupetaurus cinereus, die Typusart der Gattung, im nördlichen Pakistan und im Nordwesten von Indien nachgewiesen wurde.
Die nächsten Verwandten der Gattung sind die Schwarzen Gleithörnchen (Aeromys) und die Gattung Biswamoyopterus.

## Belege
1. 1 2 3 4  Stephen M Jackson, Quan Li, Tao Wan, Xue-You Li, Fa-Hong Yu, Ge Gao, Li-Kun He, Kristofer M Helgen, Xue-Long Jiang: Across the great divide: revision of the genus Eupetaurus (Sciuridae: Pteromyini), the woolly flying squirrels of the Himalayan region, with the description of two new species. In: Zoological Journal of the Linnean Society. 31. Mai 2021, ISSN 0024-4082, S. zlab018, doi:10.1093/zoolinnean/zlab018 (oup.com [abgerufen am 4. Juni 2021]).